# Bythinella badensis
Bythinella badensis é uma espécie de gastrópode da família Hydrobiidae.
É endémica da Alemanha. 